# Protospongia
Protospongia (Salter, 1864) è un genere fossile di spugne vitree, il cui range stratigrafico si estende dal Cambriano inferiore al Devoniano.
Protospongia è stata rinvenuta nelle formazioni geologiche della Cina (Anhui), del Galles, dell'Irlanda, della Russia, degli U.S.A. (Utah, Idaho), del Canada (Columbia Britannica, Quebec), dell'Argentina, dell'Australia (Victoria) e del Portogallo.

## Descrizione
Erano spugne marine di grandi dimensioni e, probabilmente, di forma ovoide o vasiforme, con ampio osculo.
Lo scheletro della parete dermale era composto da un singolo strato di spicole cruciformi tetrassiali (spicole stauractine) non saldate tra loro, di dimensioni decrescenti.
Le stauractine più grosse erano disposte a formare un reticolo a maglie quadrate di primo ordine, all'interno di queste maglie erano inserite stauractine più piccole che formavano a loro volta un altro reticolo a maglie quadrate di secondo ordine e così via fino ad arrivare a sei o più ordini decrescenti.
L'orientazione delle maglie del reticolo è parallela all'asse verticale della spugna.
L'intera superficie della spugna era ricoperta da piccole spicole rabdodiactine che in prossimità del bordo dell'osculo formavano una corona protettiva.
La base della spugna presentava una o più spicole radicolari filiformi, molto allungate, che fissavano la spugna al substrato.
Il genere Protospongia probabilmente annovera le specie più antiche e primitive della classe Hyalospongiae.
Questo genere è simile a Diagoniella ma ne differisce per la diversa orientazione delle maglie del reticolo. Sono state rinvenute solo parti più o meno grandi del corpo della spugna, ma mai esemplari interi.